# John Dunstaple
John Dunstaple eller Dunstable, född omkring år 1390 i England, död 24 december 1453 i England, var en engelsk kompositör och kyrkomusiker.

## Biografi
Dunstaple föddes troligen i Dunstable i Bedfordshire i England. Födelseåret är okänt, 1390 är en hypotes baserat på de tidigaste bevarade verken, från omkring 1410–1420. Då hans namn förekommer på en astronomisk avhandling - 'denna volym tillhör John Dunstable, musiker hos hertigen av Bedford' - finns det fog för den troliga slutsatsen att han följde hertigen (bror till Henrik V) till Frankrike under dennes tid som Frankrikes regent, 1422–1435.

### S:t Albans

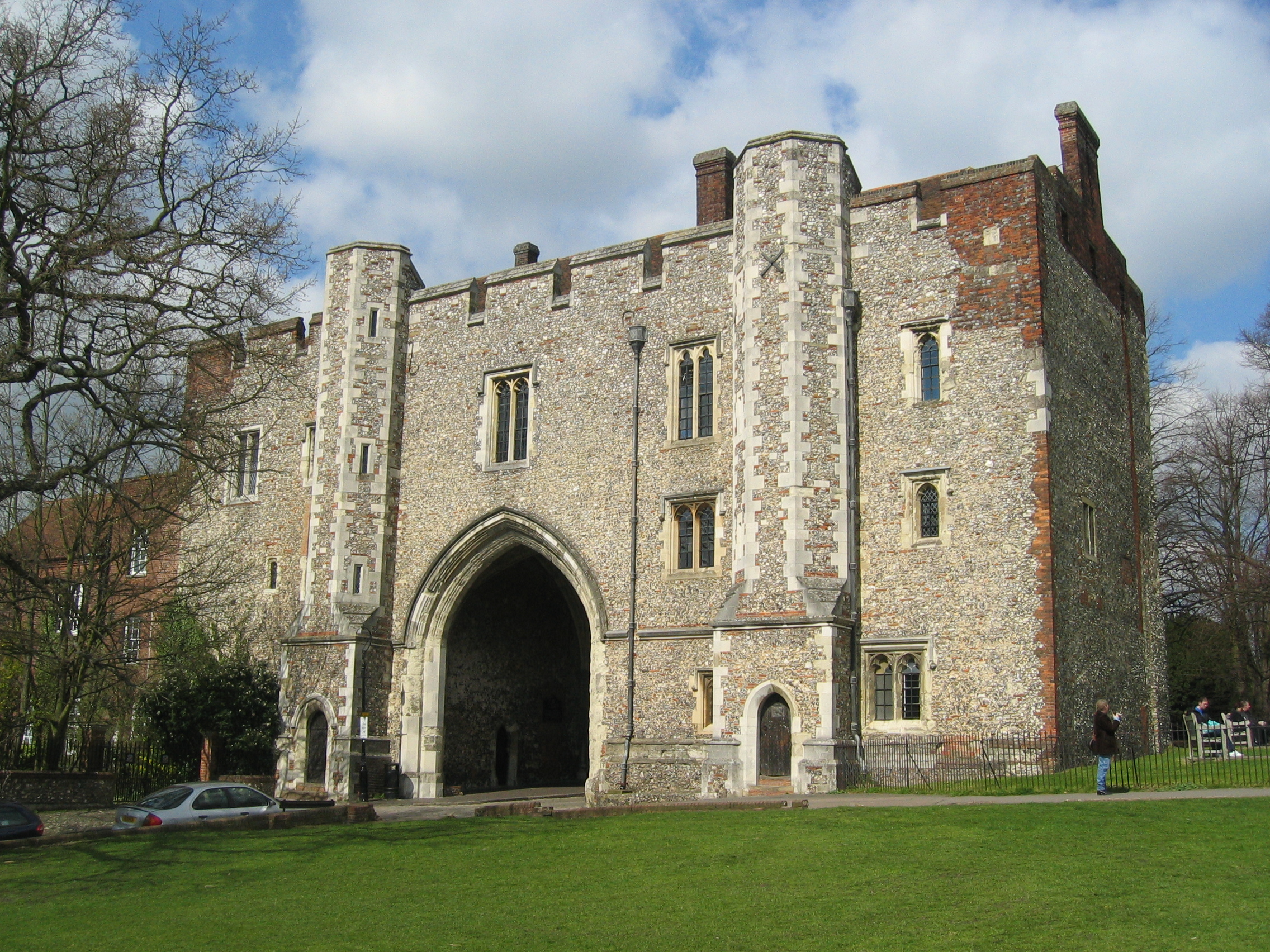
Portalen till det tidigare klostret S:t Albans, Herfordshire, UK

Till skillnad från många samtida komponister var han troligen inte munk, dock finns det tecken som tyder på en koppling till klostret i S:t Albans; han var troligen gift, uppgifter om kvinnor i hans församling med hans namn finns. Han ägde även ett gods i Hertfordshire.
Det finns minst två belagda kopplingar till klostret i S:t Albans:
- abboten John Whethamstede hade samröre med hertigen av Gloucester, och Dunstaples motett Albanus roseo rutilat var uppenbart skriven för S:t Albans, möjligen för en klostervisit av hertigen av Bedford 1426. En del av motettens latinska text var möjligen bearbetad av Whethamstede från ett äldre poem.
- Whethamstede planlade ett magnifikt klosterbibliotek omkring 1452-53, vilket inkluderade en uppsättning om 12 målade glasfönster, vart och ett tillägnat bildningens olika grenar. Om än indirekt så refereras tydligt till Dunstaple i några av de verser abboten skrev för varje fönster; inte bara i musikens fönster utan även astronomi, medicin och astrologi.

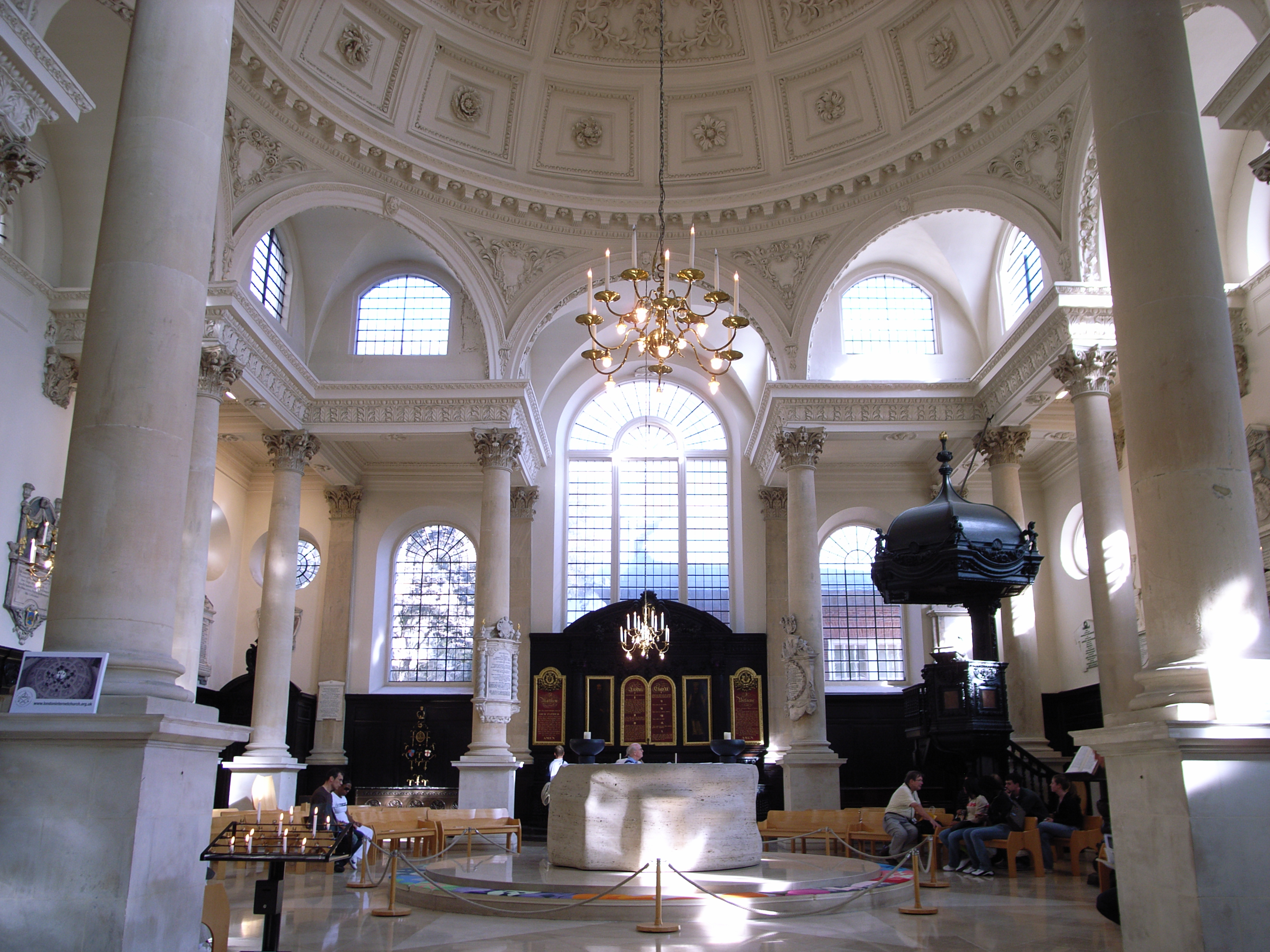
Interiör från S:t Stephen Walbrook 2007

John Dunstaple avled på julafton år 1453, enligt det epitafium som fanns i S:t Stephen Walbrooks kyrka i London till dess att kyrkan förstördes i den stora branden 1666. Epitafiet fanns upptaget i beskrivningar av kyrkan från tidigt 1600-tal, och återinsattes i den återuppbyggda kyrkan 1904.

### Leonel Power
Somliga musikforskare har framfört tesen att John Dunstaple möjligen kan ha varit identisk med Leonel Power.

## Inflytande
Dunstaple anses som sitt lands mest inflytelserika musiker under 1400-talet, och impulsgivare åt kontinentala tonsättare som Gilles Binchois och Guillaume Dufay.

## Verk
John Dunstaples verk var till största delen inom den kyrkliga musiken. Huvudsakligen tillämpade han faux-bourdon-tekniken. Melodiken är intagande och ofta folktonsinpirerad.
Dunstaple var förmodligen den mest inflytelserika engelska kompositören genom tiderna, ändå är han i stort en gåta: hans samlade verk publicerades inte förrän 1953, till femhundraårsminnet av hans död, och även efter det har verk blivit både tillagda och borttagna från hans verklista; endast litet är känt om hans liv och ingenting om hans tveklöst goda skolning; vi kan bara gissa oss till kronologin i det lilla antal musikverk som har överlevt till vår tid; och vi förstår endast litet av hans stil - varför han skrev som han gjorde, vilka artistiska och tekniska principer som styrde hans komponerande, hur hans musik framfördes, eller varför den var så inflytelserik.